# 1990년 전미 비평가 협회상
제25회 전미 비평가 협회상은 1990년 최고의 영화를 기리기 위해 1991년 1월에 열린 시상식이다.

## 수상 및 후보

### 작품상
- 좋은 친구들 수상

### 감독상
- 좋은 친구들 - 마틴 스코세이지 수상

### 여우주연상
- 그리프터스 - 안젤리카 휴스턴 수상
- 마녀와 루크 - 안젤리카 휴스턴 수상

### 남우주연상
- 행운의 반전 - 제레미 아이언스 수상

### 여우조연상
- 그리프터스 - 아네트 베닝 수상

### 남우조연상
- 오랜 친구 - 브루스 데이비슨 수상

### 각본상
- 투 슬립 위드 앵거 - 찰스 버넷 수상

### 촬영상
- 웨어 더 하트 이즈 - 피터 서스치즈키 수상

### 외국어영화상
- 아리엘 수상

### 다큐멘터리상
- 버클리 인 더 식스티스 수상

### 특별공헌상
- 장 뤽 고다르 수상